# 1962 في البرتغال
فيما يلي قوائم الأحداث التي وقعت خلال عام 1962 في البرتغال.

## رياضة
- 1 يناير – نهائي كأس أوروبا 1962

## مواليد

### مايو
- 11 مايو – باولو فيريرا درّاج طريق برتغالي.

### يونيو
- 17 يونيو – ليو

### يوليو
- 10 يوليو – خايمي ماغالاييس لاعب كرة قدم برتغالي.

### سبتمبر
- 12 سبتمبر – باولو بورتاس سياسي برتغالي.

### أكتوبر
- 5 أكتوبر – ألفريدو كاسترو لاعب كرة قدم برتغالي.
- 18 أكتوبر – أنتونيو فرنانديس لاعب شطرنج برتغالي.

### نوفمبر
- 26 نوفمبر – فرناندو بانديرينيا لاعب كرة قدم برتغالي.

## وفيات

### يناير
- 8 يناير – أوقست سيلفا (مواليد 1902)